# Mosaico de la medusa (Valencia)
El mosaico de la medusa, mosaico romano del siglo II, fue descubierto en la calle Reloj Viejo de la ciudad de Valencia, durante la realización de unas obras de cimentación, en la calle 1949.
Medusa era un personaje de la mitología griega, que más tarde fue incorporado a la romana, y se caracteriza por tener serpientes en vez de cabellos y por convertir en piedra a todo aquel que osaba mirarla a los ojos.
El motivo central del mosaico es un medallón polícromo con la cabeza de Medusa (en la que destacan las serpientes como cabellos y las pequeñas alas que aparecen en la parte superior de la cabeza), el cual está rodeado por tres orlas de cenefas de carácter geométrico. En las esquinas del mosaico se observan cráteras con apariencia de trabajo de cestería, de las cuales nacen elementos vegetales.
Este tema era uno de los temas favoritos representado en los pavimentos musivarios de domus romanas en Hispania, que tiene como elemento central de una composición de forma tanto circular o cuadrangular, como es el caso del hallado en Valencia, la cabeza de Medusa. Este tema era elegido bien como una mera decoración, bien como un amuleto protector para los habitantes de la casa.